# Travesio
Travesio (Travês in friulano) è un comune italiano di 1 847 abitanti del Friuli-Venezia Giulia. Comprende le frazioni di Molevana, Usago, Zancan e Toppo. Il borgo di Toppo fa parte del Club Borghi più Belli d'Italia

## Storia
Travesio è citata per la prima volta in un documento del 1174. Il toponimo viene fatto derivare dal latino intra vias, in riferimento alla strada romana che collegava Sacile a Gemona del Friuli attraversando il Tagliamento presso Ragogna. Questo significato del nome è impossibile perché la -i- di vias si conserva, sia in friulano che in italiano.
Pur essendo di piccole dimensioni, nel medioevo borgo rivestiva una certa importanza come punto di transito per i traffici tra la pianura, la val Cosa e la val Tramontina. Anche dal punto di vista ecclesiastico era piuttosto rilevante, in quanto sede di una pieve con giurisdizione dalla Meduna al Tagliamento e dalla val Tramontina alla Richinvelda. L'edificio sacro fu costruito sul luogo di un antico castelliere.
Assieme a Castelnovo, Usago e Lestans, fu possedimento dei Castelnovo, feudatari del patriarca di Aquileia; Toppo, invece, fu sede dell'omonima famiglia. Nel 1513, quando ormai il Friuli era passato alla Serenissima, ai Castelnovo successero i Savorgnan.
È stato uno dei comuni maggiormente colpiti dal terremoto del 1976.

### Simboli
Lo stemma e il gonfalone sono stati concessi con decreto del presidente della Repubblica del 29 ottobre 1971.
Il gonfalone è un drappo partito, di bianco e d’azzurro, riccamente ornato di ricami d'argento e caricato dello stemma sopra descritto con la iscrizione centrata in argento: Comune di Travesio.

## Monumenti e luoghi d'interesse

### Architetture religiose
Chiesa di San PietroAntica pieve con giurisdizione su un vasto territorio, sorge su un'altura a sud di Travesio. L'attuale aspetto neoclassico si deve a una ricostruzione ottocentesca. All'interno si conservano, tra l'altro, un ciclo di affreschi del Pordenone, una pala di Gasparo Narvesa e il fonte battesimale di Giovanni Antonio Pilacorte.
Chiesa di Sant'AntonioCollocata nel centro di Travesio, presso la casa canonica, vi si conserva una pala ottocentesca con la Madonna del Carmine, di scarso pregio se non per la ricchissima cornice.
Chiesa di San GiorgioSull'omonimo colle che domina Travesio da est, è dedicata ai caduti del paese.
Chiesa della Beata Vergine del CosaNel borgo di Zancan, era considerata quasi comparrocchiale, infatti vi si celebrano tutte le feste della Madonna, l'ottava di Pasqua, il 26 luglio (sant'Anna), il 26 febbraio e il 30 novembre (sant'Andrea). Il portale, comprendente una serie di diciotto putti e una Madonna che allatta il Bambino nella lunetta, è opera del Pilacorte (1505). Degli interni, meritano un cenno i due altari lignei laterali: quello di sinistra sarebbe opera di Innocente Brugno, autore sia della parte lignea che di quella pittorica, e comprende la pala Madonna col Bambino tra i santi Francesco d'Assisi e Giovanni Battista, l'Annunciazione nella predellina e l'Eterno Padre tra angioletti nella cornice; quello di destra, tardo-secentesco, si rifà allo stile dei Comuzzo ed è completato dalla pala Sant'Antonio da Padova attribuita a Osvaldo Gortanutti.
Chiesa di San Tomaso
A Usago, conserva la pala con l'Incredulità di San Tomaso, dipinta da Pomponio Amalteo (1533). Degno di nota anche il portale, che tuttavia non sembra essere opera del già citato Pilacorte.

### Architetture civili
- Casa Toppo-Wasserman (frazione di Toppo)

## Società

### Evoluzione demografica
Abitanti censiti

### Lingue e dialetti
A Travesio, accanto alla lingua italiana, la popolazione utilizza la lingua friulana. Ai sensi della Deliberazione n. 2680 del 3 agosto 2001 della Giunta della Regione autonoma Friuli-Venezia Giulia, il Comune è inserito nell'ambito territoriale di tutela della lingua friulana ai fini della applicazione della legge 482/99, della legge regionale 15/96 e della legge regionale 29/2007.
La lingua friulana che si parla a Travesio rientra fra le varianti appartenenti al friulano occidentale.

## Cultura

### Nomi in friulano
Travesio: Travês. Abitanti: travesàns (maschile), travesànes (femminile)
Toppo: Top. Abitanti: topàns (maschile), topànes (femminile)
Usago: Dusà. Abitanti: usagàns
Zancan: Zancàn/ Sancan in variante locale. Abitanti: sancanèi (maschile), sancanèles (femminile)